# Anton Bruehl
Anton Bruehl (11. března 1900, Hawker – 10. srpna 1982, San Francisco) byl americký módní fotograf australského původu.

## Životopis
Anton Bruehl se narodil v Hawkeru v Austrálii v roce 1900 jako syn německých přistěhovalců. V roce 1919 se přestěhoval do Spojených států, aby pracoval jako elektroinženýr, a byl již „zkušeným amatérským fotografem“.
Vystudoval fotografickou školu Clarence Hudsona Whitea.
Zemřel 10. srpna 1982 v San Franciscu v Kalifornii.

## Galerie

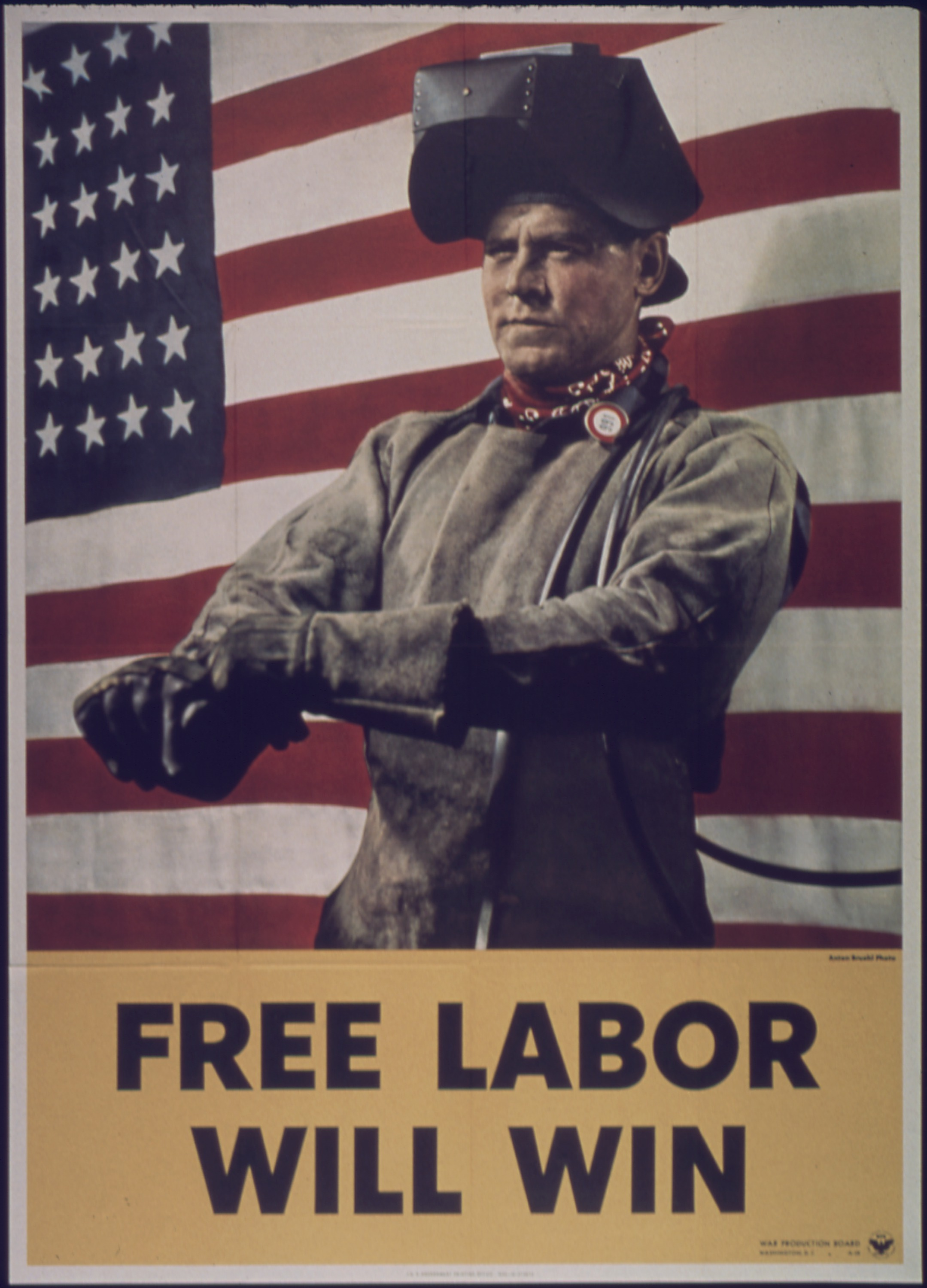
"Free Labor Will Win", 1941–1945, NARA
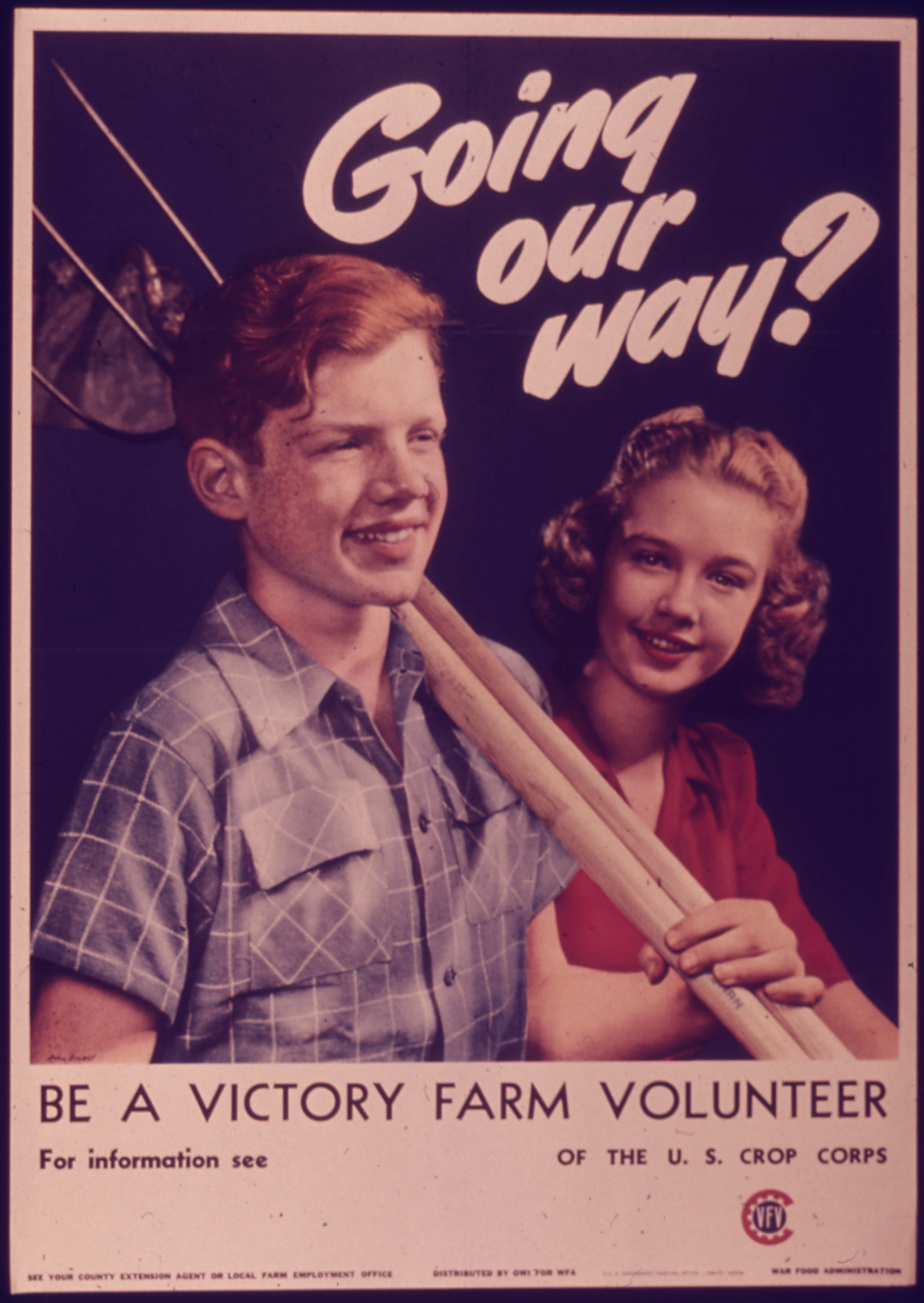
"Going Our Way? Be a Victory Farm Volunteer", 1941–1945, NARA
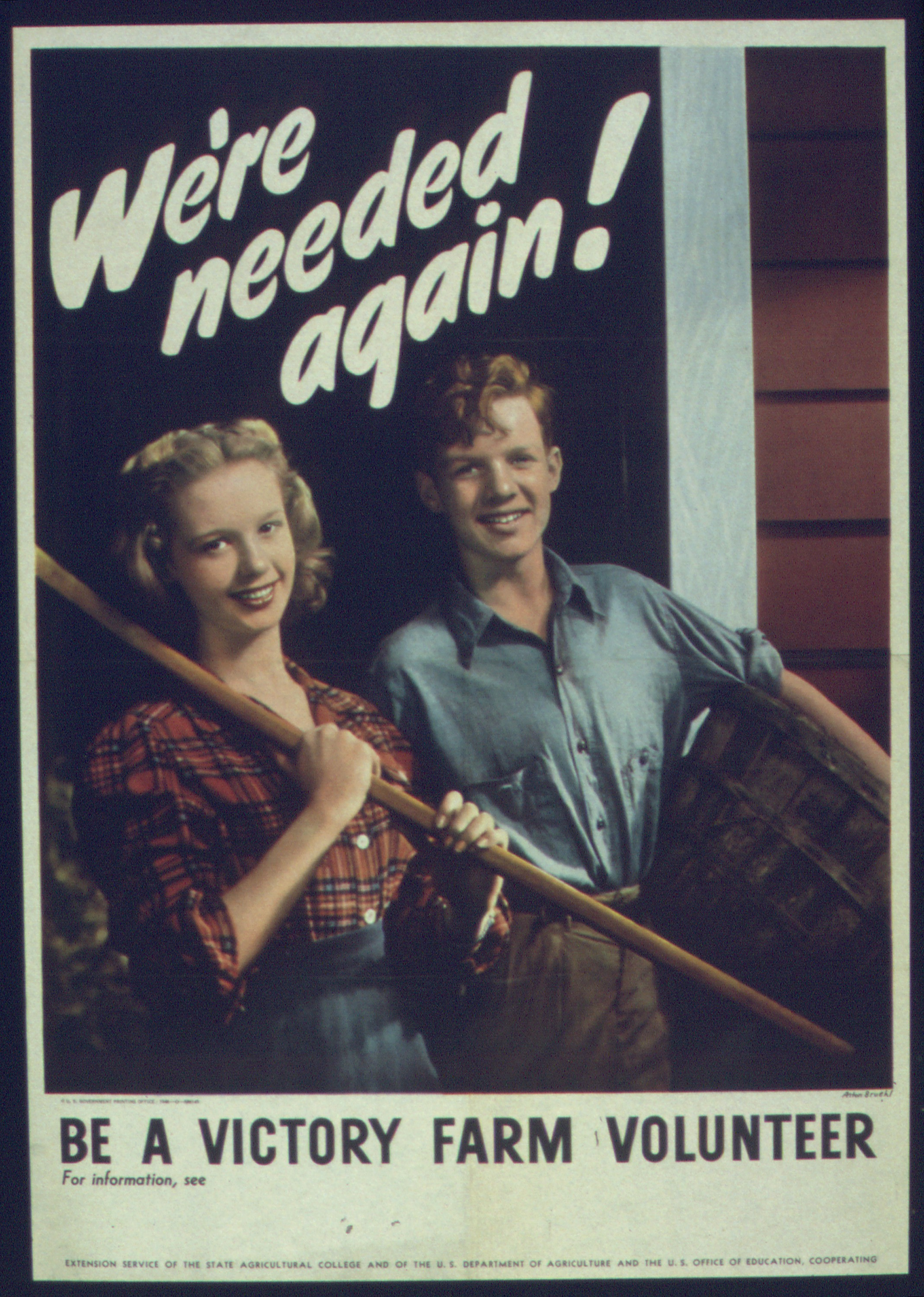
"WE'RE NEEDED AGAIN", 1941–1945, NARA